# Na terapiji (serbski serial telewizyjny)
Na terapiji (serb. На терапији, pol. W terapii) – serbski psychologiczny serial telewizyjny, wyprodukowany w roku 2009 dla telewizji Fox televizija. Liczy 45 odcinków i jest serbską adaptacją pierwszego sezonu izraelskiego serialu BeTipul.  W głównej roli psychoterapeuty wystąpił Miki Manojlović. Reżyserem wszystkich odcinków był Marko Đilas, zaś scenariusz adaptowany napisała Milena Marković.

## Bohaterowie i obsada
Pomimo występowania elementów lokalnych, fabuła serialu jest zbliżona do pierwszego sezonu Bez tajemnic, polskiej wersji BeTipul. Dlatego zamiast dokładnych opisów serbskich postaci, w tabeli poniżej podano imiona ich polskich odpowiedników, opisanych w artykule o wersji polskiej.
| aktor(ka)          | postać   | odpowiednik w Bez tajemnic |
| ------------------ | -------- | -------------------------- |
| Miki Manojlović    | Ljubomir | Andrzej                    |
| Branka Cvitković   | Vera     | Barbara                    |
| Sergej Trifunović  | Boris    | Szymon                     |
| Nenad Jezdić       | Marko    | Jacek                      |
| Tamara Vučković    | Natalija | Anita                      |
| Nataša Janjić      | Maja     | Weronika                   |
| Dragana Dabović    | Ana      | Zosia                      |
| Snežana Bogdanović | Danica   | Beata                      |